# محله برو بیا
محله برو بیا به کارگردانی هنری داریوش مودبیان و کارگردانی تلویزیونی حسین فردرو و بالاخره نویسندگی بیژن بیرنگ، از مجموعه‌های تلویزیونی ساخته شده و موفق بعد از انقلاب است. این مجموعه محصول سال ۱۳۶۱ شبکه دوم سیما بود که سال بعد، یعنی سال ۱۳۶۲، به جدول پخش تلویزیون راه یافت. هدف «محله برو بیا» که روزهای پنجشنبه از شبکه تلویزیون پخش می‌شد، آشنایی بچه‌ها با واژه «قانون» و کاربردش در زندگی روزمره بود. این مجموعه همچنین بچه‌ها را با اتفاقاتی که ممکن است در خارج از منزل با آن روبرو شوند آشنا می‌کرد و به آموزش علایم راهنمایی و رانندگی در قالب طنز می‌پرداخت. در ادامه مجموعه «محله بروبیا» مجموعه آموزشی دیگری با نام «محله بهداشت» ساخته شد. «محله بروبیا» بازیگران محدودی داشت که گاه در چند نقش ظاهر می‌شدند. گاهی در یک صحنه یک بازیگر دو نقش داشت. در چنین صحنه‌های بیژن بیرنگ خود به بازی آن نقش می‌پرداخت. او گاهی در این مجموعه در نقش زورو ظاهر می‌شد. همچنین از حضور عروسک برای بعضی از شخصیت‌ها استفاده می‌شد. در مجموعه دوم «محله بهداشت» اما چند شخصیت دیگر به محله بروبیا اضافه شدند. خانواده آقای شمعدانی یا همان قسمت آقای تابلوکار، قسمتی از مجموعه محله برو بیا بود با بازی غلامحسین لطفی فاطمه معتمد آریا و سه خردسال به نامهای مجید بوذری، مریم بوذری و مونا بوذری که این سه خواهر و برادر با هم در این مجموعه ایفای نقش می‌نمودند. از دیگر نکات قابل تأمل این مجموعه، سرودها و ترانه‌هایی بود که بچه‌ها در طول هر قسمت می‌خوانند و همچنین موسیقی هر دو مجموعه که شاعران و آهنگسازانی چون شکوه قاسم‌نیا (شاعر کودک)، مهرداد جهانفر (آهنگساز) و آندره آرزومیان آهنگساز و نوازنده ایرانی به آن پرداخته بودند.

## عوامل
- محقق: مریم سعیدنژاد
- چهره‌پرداز: مرتضی ضرابی، علی جاویدان، حمید حمزه
- ساخت عروسک: کامبیز صمیمی مفخم
- عروسک‌گردانان: سیمین معتمدآریا، کامبیز صمیمی مفخم
- طراح و دکور: محمد مهدی دَوَلّو
- عکاسی سر صحنه: رحیم جلودار
- طراح لباس: کیهان مرتضوی

## قسمت‌ها
- قسمت اول: محله برو بیا اینجاست؟
- قسمت دوم: پسری با یک آبنبات قرمز! (۱)
- قسمت سوم: پسری با یک آبنبات قرمز! (۲)
- قسمت چهارم: امان از این آقای تابلوکار!
- قسمت پنجم: دوچرخه. دوچرخه!
- قسمت ششم: سبز، زرد، قرمز!
- قسمت هفتم: مأمورین قانون
- قسمت هشتم: از این طرف، به آن طرف!
- قسمت نهم: از آن طرف، به این طرف
- قسمت دهم: اتوبوس محله برو بیا!
- قسمت یازدهم: اجازه!
- قسمت دوازدهم: راستی چرا سرکار؟!

## بازیگران
| نام بازیگر           | نقش                            | توضیحات |
| -------------------- | ------------------------------ | --- |
| فردوس کاویانی        | دانشمند یونانی (پدر بزرگوار)   | پدر پسر باهوش یونانی که بیشتر مواقع نمی‌تواند پاسخ سوالات پسر باهوش اش را بدهد. |
| فردوس کاویانی        | سرکار                          | پاسبان راهنمایی و رانندگی که حسین آقا (بقال محله برو بیا) به او خانه اجاره داده است. او تلاش می‌کند با توضیح قانون آن را به بچه‌ها معرفی کند. |
| محمود جعفری          | زورو                           | زورو علاقه دارد دیگران فکر کنند او علیه زور و جرم و بی قانونی می‌جنگد و انسان‌ها را نجات می‌دهد. همیشه در زمان رخداد مشکلات وقتی کسی به او نیاز دارد اما فرار را بر قرار ترجیح می‌دهد و به همین سبب کسی دوستش نمی‌دارد. هیچوقت دست راست‌اش را از چپ نیز تشخیص نمی‌دهد.                                  |
| محمود جعفری          | مجتبی                          | یکی از بچه‌های محله که دوچرخه دارد |
| رضا ژیان             | کیمیاگر اعظم (اَبَوی جان)        | کیمیاگر اعظم که پسرش (سَبَبی) او را «اَبَوی» خطاب می‌کند و در جستجوی کشف فرمول طلاست. |
| رضا ژیان             | آقای تابلوکار (رجب آقا)        | آقای تابلوکار، درخت کار قدیمی آقای شمعدانی، عقیده دارد که باید جای درخت تابلو کاشته شود. او علائم راهنمایی و رانندگی را به حسین آقا (بقال محله بروبیا) می‌فروشد. |
| حمید جبلی            | پسر کیمیاگر اعظم (سَبَبی جان)    | پسر کیمیاگر اعظم که پدرش او را «سَبَبی» خطاب می‌کند و در فراگیری علم کیمیاگری بسیار بی‌استعداد است. |
| حمید جبلی            | عباس                           | یکی از بچه‌های محله برو بیا که یکی از دندان‌هایش افتاده است |
| اکبر عبدی            | بشر اولیه                      | بشر اولیه در جنگل زندگی می‌کند و سعی می‌کند قانون جنگل را توصیف کند. شیری در جنگل هر از گاهی در نزدیکی خانه اش نعره می‌زند و او همیشه واهمه دارد که سرانجام طعمه شیر خواهد شد. |
| اکبر عبدی            | حسن                            | یکی از بچه‌های محله که شکمو و تپل است |
| آتیلا پسیانی         | پسر باهوش یونانی (پسر عزیزوار) | او سطح دانش بسیار اندکی نسبت به قانون دارد اما در طول برنامه تبدیل به پسری باهوش تر از پدرش می‌شود. |
| آتیلا پسیانی         | محسن                           | پسرکی که عادت دارد در همه احوال گریه کند حتی در زمان شادی |
| سیمین معتمدآریا      | کَلّه                            | شخصیت عروسکی ای که در فراگرفتن «قانون» مشکل دارد. او به دنبال برداشتن توپش به وسط خیابان می‌رود و بر اثر سانحه ای که در وسط خیابان برایش رخ می‌دهد پایش در طول برنامه شکسته است. او پسر حرف گوش نکنی است، به «به زیر پا گذاشتن قانون» علاقه دارد و تمام تقصیرها را همیشه گردن همبازی‌هایش می‌اندازد. |
| سیمین معتمدآریا      | صدای شخصیت «کَلّه»               | شخصیت عروسکی ای که در فراگرفتن «قانون» مشکل دارد. او به دنبال برداشتن توپش به وسط خیابان می‌رود و بر اثر سانحه ای که در وسط خیابان برایش رخ می‌دهد پایش در طول برنامه شکسته است. او پسر حرف گوش نکنی است، به «به زیر پا گذاشتن قانون» علاقه دارد و تمام تقصیرها را همیشه گردن همبازی‌هایش می‌اندازد. |
| فاطمه نقوی           | حُسنیه خانوم                    | مادر «کَلّه» |
| کامبیز صمیمی مفخم    | حسین آقا                       | حسین آقا بقال محله برو بیاست که به خرید چیزهای عجیب بسیار علاقه دارد. او همیشه در تلاش است تا اجناس مغازه اش را به ساکنین محله بفروشد. |
| کامبیز صمیمی مفخم    | صدای شخصیت «حسین آقا»          | حسین آقا بقال محله برو بیاست که به خرید چیزهای عجیب بسیار علاقه دارد. او همیشه در تلاش است تا اجناس مغازه اش را به ساکنین محله بفروشد. |
| حسین افصحی           | توشیرو                         | ژاپنیِ رزمی کار که تلاش است به بچه‌ها نشان دهد هر قانونی همیشه قابل انجام و پیروی نیست |
| خانواده آقای شمعدانی | نام بازیگران خردسال            | مجید بوذری مریم بوذری مونا بوذری به همراه فاطمه معتمدآریا و غلامحسین لطفی |
| مجید بوذری           | بچه گم شده                     | بچه گم شده با آبنبات قرمز |
| اسماعیل پوررضا       | گوینده شهر فرنگ                | در نقش قصه گوی شهر فرنگ بچه‌ها را با روش‌های متفاوت زندگی بشر اولیه در طول تاریخ و از زمان پیدایشش آشنا می‌کند. |

## سرودها و ترانه‌های «محله برو بیا»

### شهر فرنگ
شعری که قصه گوی شهر فرنگ در ابتدا و انتهای هر قصه شهر فرنگ می‌خواند
شروع:
شهر شهرِ فرنگِ خوب تماشا کن
از همه رنگِ، رنگ و وارنگِ
سبز و سرخ و بنفش و آبی رنگِ
گاهی پررنگ، گاه بی رنگِ
گاهی گمرنگ و گاه شب رنگِ
خوب تماشا کن شهر ما رو سیاحت کن
غصّه داری فراموش کن
قّصه ما رو گوش کن
پایان:
یک قرون دادی تماشا بکنی
یک قرونیت رفت و تماشا کردی
اگرم خواب بودی یا در چرت
تقصیر از ما که نبود خوابت برد.